# BMW C1
La BMW C1 és un escúter fet per Bertone per a BMW. En comparació amb un escúter convencional, el C1 oferia característiques addicionals de seguretat i protecció contra els elements . El pilot s'asseu en un seient tipus cotxe (amb un cinturó de seguretat de quatre punts) i adopta una peus cap endavant. Presentat l'any 2000, estava disponible a tot Europa, però les vendes van ser decebedores i el C1 es va deixar de fabricar el 2002. El 2009 es va presentar la versió C1-E elèctrica com a concepte.

## Models

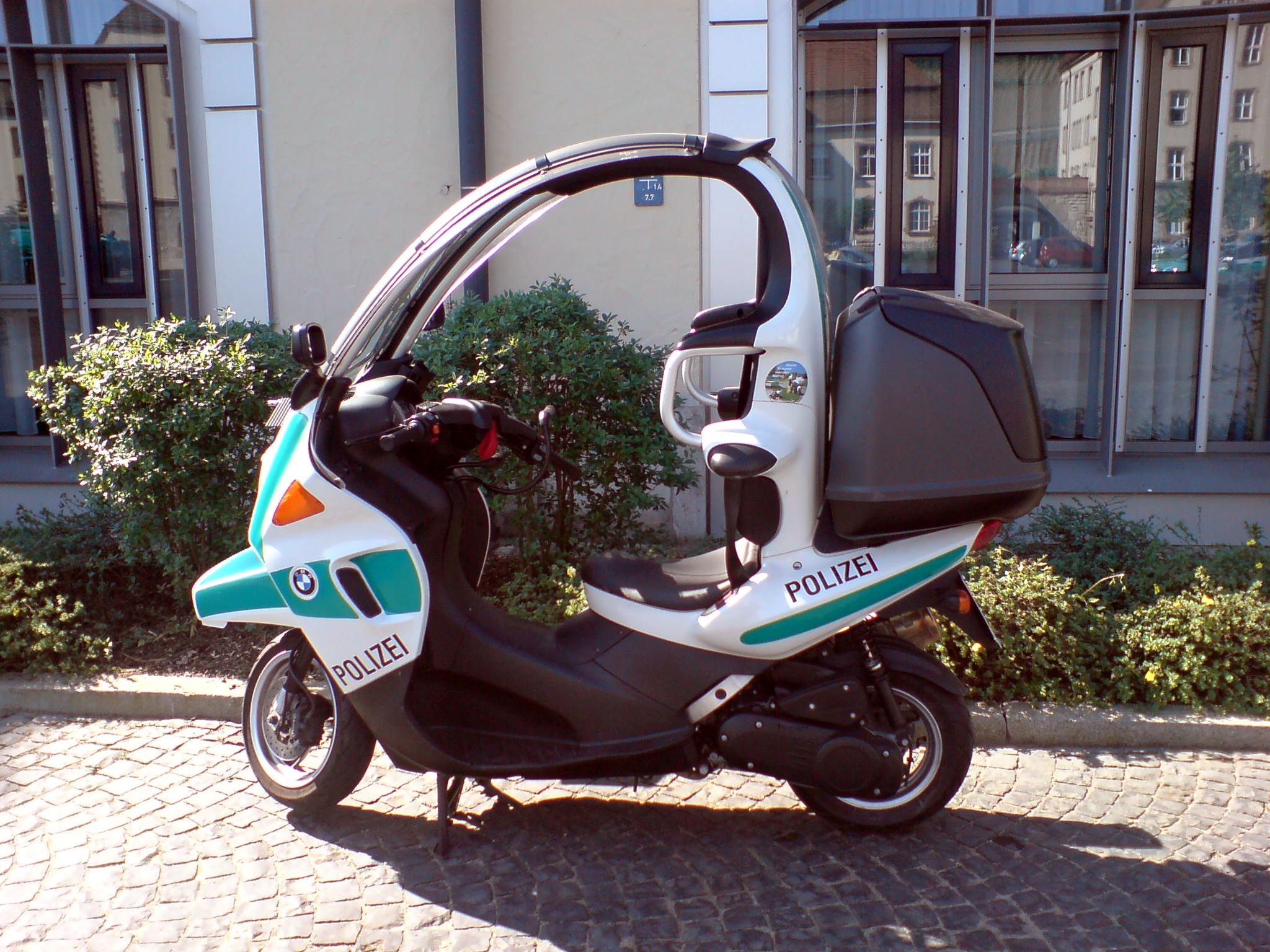
BMW C1 de la policia de Bavaria

El C1 estava disponible originalment des del maig de 2000 amb una designació de model 125; el 2001, es va afegir un model 200. El "125" té una capacitat de 125 cc de quatre vàlvules, quatre temps, refrigerat per aigua, motor d'injecció de combustible que produeix 15 brake cavall de vapor (11 kW) a 9250 RPM; el "200" té un motor de 176 centímetres cúbics (10.7 cu in) més gran que produeix 18 brake cavall de vapor (13 kW) a 9000 RPM. La sortida del parell es millora de manera similar, de La sortida del parell es millora de la mateixa manera, de 12 a 17 N⋅m (8,9 a 12,5 lbf⋅ft) per als 125 i 200, respectivament. per als 125 i 200, respectivament. Els dos motors van ser fabricats per Rotax i inclou una caixa de canvis CVT. Els dos models del C1 pesaven aproximadament 185 kg amb una distribució de pes davanter/darrera 40/60.
Sens dubte, el C1 té poca potència: una revisió de MCN del model 125 va dir: "El motor de 125 cc del BMW C1 és un senzill de quatre temps que produeix uns respectables 15 CV. Però és una motocicleta pesada amb 185 kg, tots els Les bicicletes esportives de 1000 cc pesen menys".
Els pneumàtics són 120/70R13 al davant i 140/70R12 al darrere; tant els frens davanter com el posterior són d'un sol disc, cadascun de 220 mm de diàmetre. L'espai d'alumini del C1 El bastidor es va suspendre mitjançant una forquilla Telelever amb un únic puntal de molla central i una unitat posterior de braç oscil·lant que portava el motor i la transmissió, utilitzant dos puntals de molla.
L'espai darrere del genet i fora de la "gàbia" té un dels tres usos intercanviables: una caixa d'emmagatzematge externa gran i amb clau; un portaequipatges; o un seient del passatger. Hi havia quatre línies d'ajust: Base, Family's Friend, Executive i Williams.

## Història
El públic al que estava destinat la C1 era principalment el de conductors que volien un vehicle amb la mobilitat d'una motocicleta però sense renunciar a la seguretat i confort d'un cotxe. La moto va ser dissenyada principalment per desplaçaments per ciutat, i la incorporació de cinturons de seguretat i la seva estructura tubular permet fer-los sense necessitat de casc.
Molts països consideraven que l'ús del cinturó de seguretat juntament amb l'ús del casc no era segur. La tensió addicional al coll del genet a causa del pes afegit del casc podria causar ferides importants al genet subjecte fins i tot en una col·lisió frontal a baixa velocitat. Les autoritats d'Alemanya, Suïssa, Itàlia, França, Israel i Espanya van permetre ràpidament una excepció a la llei del casc per al C1. No obstant això, les baixes vendes de C1 al Regne Unit poden ser en part atribuibles a la negativa del govern britànic a la sol·licitud de BMW de canviar la normativa del casc per als pilots de C1. Un altre país que exigeix que els pilots C1 portin casc és Suècia, tot i que portar el cinturó de seguretat és voluntari. No obstant això, els dos cinturons de seguretat s'han d'assegurar perquè el vehicle es mogui.
La fabricació de la BMW C1 va ser subcontractada gairebé en la seva totalitat. La carrosseria va ser encarregada a la italiana Bertone Carrozzeria S.P.A., i el motor a la Bombardier-Rotax GmbH d'Austria. Del grup d'amortidors i l'escapament es va fer càrrec Tenneco, empresa coneguda pels amortidors Monroe. El sistema absorbent d'impacte Bayfill EA util·litzat al sostre va ser creat per una filial de la Bayer Corporation de Leverkusen.